# Âge tendre et tête de bois
Pour les articles homonymes, voir Âge tendre et tête de bois (homonymie).
Âge tendre et tête de bois est une émission de télévision de musique de variétés pour la jeunesse animée par Albert Raisner, filmée le plus souvent au Moulin de la Galette, soit au club Pierre-Charron, soit au bowling du bois de Boulogne. Elle est diffusée du 30 mai 1961 jusqu'en 1965 sur la RTF Télévision puis sur la première chaîne de l'ORTF.
L’émission se poursuit de 1965 à juillet 1968 sous le nom de Tête de bois et tendres années.
Ces deux émissions sont le pendant télévisé de Salut les copains qui est diffusé sur Europe n°1 de 1959 à 1969.

## Titre de l'émission
Le titre de l'émission est inspiré des paroles de la chanson de 1960 Tête de bois de Gilbert Bécaud (paroles de Pierre Delanoë). En 1964, le magazine mensuel Mademoiselle Âge tendre reprend une partie du titre, après le rachat de la publication Âge tendre et tête de bois par Daniel Filipacchi. En 1967, Gilbert Bécaud reprend également le titre pour un album compilant ses succès passés, dont Tête de bois.

## Autres
Âge tendre et têtes de bois est aussi le nom d'une tournée des années 2000 qui voit se produire à nouveau sur scène les plus grands chanteurs francophones.

#### Vidéos
- Extraits vidéos d'Âge tendre et tête de bois sur ina.fr.